# Ryszard Kozłowski (fotograf)
Ryszard Kozłowski (ur. 1 sierpnia 1934 w Zakopanem, zm. 21 lipca 2017 w Oświęcimiu) – polski artysta fotograf. Członek rzeczywisty Związku Polskich Artystów Fotografików.

## Życiorys
Ryszard Kozłowski związany z oświęcimskim środowiskiem fotograficznym – mieszkał, pracował i fotografował w Oświęcimiu. Był prezesem oświęcimskiego oddziału Polskiego Towarzystwa Turystyczno-Krajoznawczego oraz (w 1946 roku) założycielem i prezesem Klubu Fotograficznego, funkcjonującego przy PTTK w Oświęcimiu. Fotografią artystyczną parał się od 1960 roku. Szczególne miejsce w twórczości Ryszarda Kozłowskiego zajmowała fotografia architektury, fotografia krajobrazowa, fotografia krajoznawcza, fotografia dokumentalna, fotografia reportażowa oraz fotografia portretowa – ludzi, ich spraw, życia codziennego. Od 1992 roku (od pierwszej edycji) sporządzał dokumentację fotograficzną z corocznych prezentacji artystycznych Tygodnia Kultury Beskidzkiej w Oświęcimiu. 
Ryszard Kozłowski jest autorem i współautorem wielu wystaw fotograficznych; indywidualnych, zbiorowych, poplenerowych, pokonkursowych. Brał aktywny udział w Międzynarodowych Salonach Fotograficznych, organizowanych m.in. pod patronatem FIAP, zdobywając wiele akceptacji, nagród, wyróżnień, dyplomów, listów gratulacyjnych. Jego fotografie były prezentowane w wielu krajach Europy i świata (m.in. w Australii, Czechach, Hiszpanii, Holandii, Hongkongu, Jugosławii, Niemczech, Rosji, Rumunii, Singapurze). W 2000 roku (jako jedyny mieszkaniec Oświęcimia) został przyjęty w poczet członków Okręgu Górskiego Związku Polskich Artystów Fotografików, wprowadzony (zarekomendowany) m.in. przez Pawła Pierścińskiego. Pokłosiem fotograficznej twórczości Ryszarda Kozłowskiego jest zbiór ok. 50 tysięcy negatywów i kilkunastu tysięcy zdjęć cyfrowych, w zdecydowanej większości Oświęcimia i okolic.  
Ryszard Kozłowski zmarł 21 lipca 2017 w Oświęcimiu, pochowany 24 lipca na Cmentarzu Parafialnym przy ulicy Dąbrowskiego. 

## Odznaczenia
- Złota Honorowa Odznaka PTTK
- Odznaka „Zasłużony Działacz Kultury”

Źródło